# کارلو بوئوناپارته

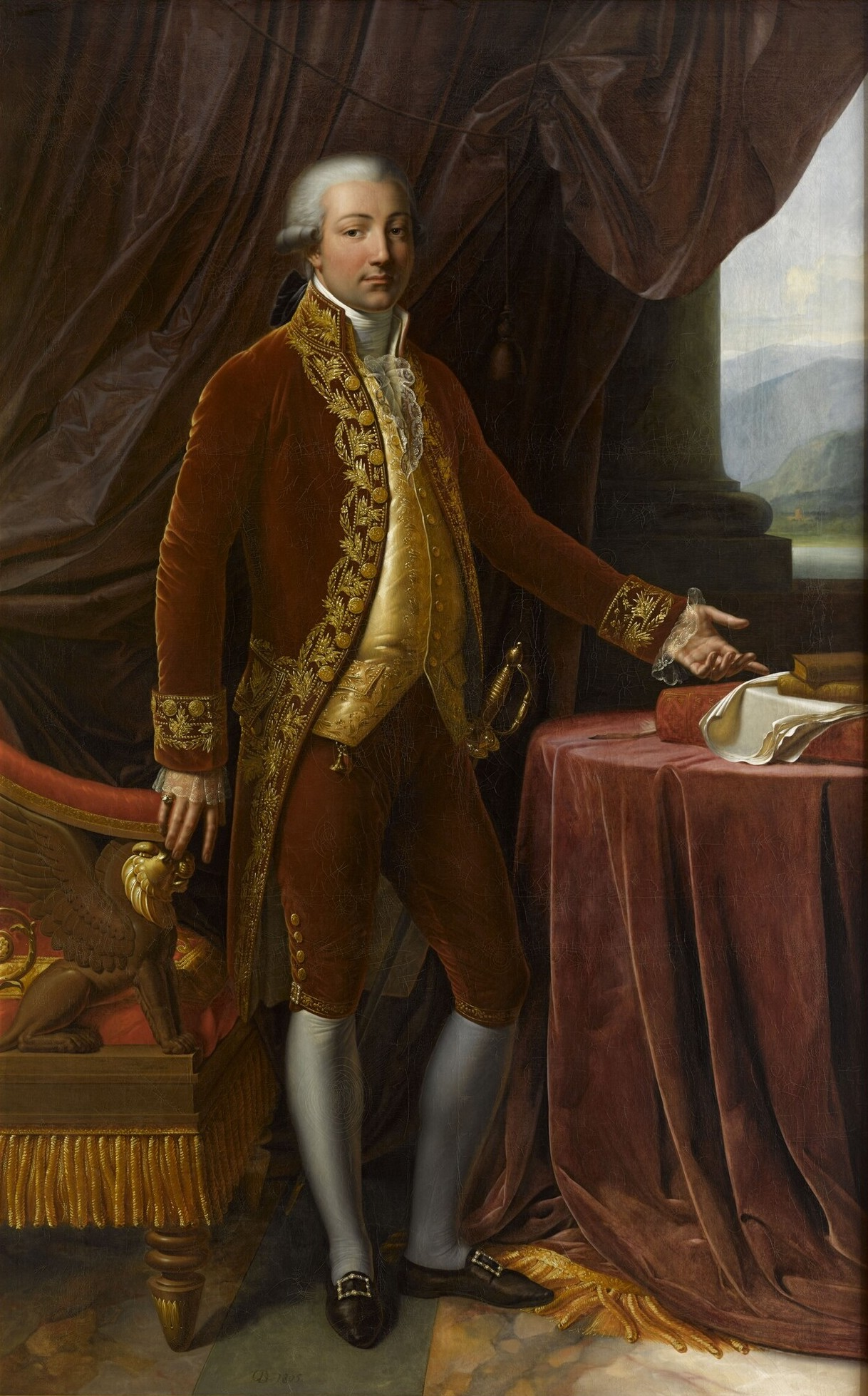
کارلو ماریا بوئوناپارته

نوبیله کارلو ماریا دی بوئوناپارته (به ایتالیایی: Carlo Maria di Buonaparte) یا شارل بناپارت (به فرانسوی: Charles Bonaparte) (زادهٔ ۲۷ مارس ۱۷۴۶- مرگ ۲۴ فوریه ۱۷۸۵) قانون‌دان و دیپلمات ایتالیایی بود. آوازهٔ او بیشتر به این دلیل است که پدر ناپلئون بناپارت بوده.
او در آغاز دستیار پاسکواله پائولی انقلابی نامی ایتالیایی بود. سپس به دربار لوئی شانزدهم رفت و به خدمت او درآمد.

## فرزندان
کارلو از ازدواجش با لتیسیا رامولینو  صاحب سیزده فرزند شد. تنها هشت تن از این فرزندان به سنین بزرگسالی رسیدند.
- ناپلئونه بوئوناپارته؛ در بدو تولد مرد.
- ماریا آنا؛ در سال اول تولدش مرد.
- ژوزف بناپارت؛ در آینده پادشاه اسپانیا شد.
- ناپلئون بناپارت؛ که نام پسر نخست درگذشتهٔ خانواده را بر او گذاردند و در آینده امپراتور فرانسه شد.
- ماریا آنا؛ در نخستین سال زندگیش جان سپرد.
- ماریا آنا؛ نام دو خواهر درگذشتهٔ پیشین را بر روی او نهادند ولی او نیز تا پیش از یک سالگی درگذشت.
- یک پسر که در ۱۷۷۳ میلادی مرده دنیا آمد.
- لوسین بناپارت
- ماریا آنا بناپارت؛ که در آینده گراندوشس توسکانی شد.
- لویی بناپارت؛ پادشاه آینده هلند
- پولین بناپارت
- کارولین بناپارت
- ژروم بناپارت؛ پادشاه آیندهٔ وست‌فالن